# Кузнецов, Андрей Викторович
Андрей Викторович Кузнецов (род. 19 января 1972) — советский и российский хоккеист, нападающий.

## Биография
Начинал играть в хоккей в Мурманске. В 15 лет был приглашён в молодёжную команду воскресенского «Химика». Перед армейской службой играл в Глазове, начинал служить в СКА Свердловск. В 18 лет был переведён в самарский СКА-16 и начал играть за «Маяк», в следующем сезоне объединившимся с ЦСК ВВС. Провёл за команду 11 сезонов (1991/92 — 2001/02). Также выступал за «ЦСК ВВС-2» (1996/97, 1998/99 — 1999/2000, 2001/02, 2002/03), «Воронеж» (1998/99), «Липецк» (2001/02), «Ариаду» Волжск (2001/02).